# Leopold Zscharnack
Leopold Zscharnack, född den 22 augusti 1877 i Berlin, död den 19 augusti 1955 i Kassel, var en tysk teolog.
Zscharnack blev docent i Berlin 1906 och titulär professor 1910, professor 1921 i Breslau och 1926 i Königsberg. Från 1948 till sin död undervisade han i Marburg. Han utgav (tillsammans med Friedrich Michael Schiele) första upplagan av den vitt spridda encyklopedien "Religion in Geschichte und Gegenwart" 1909–1913 och (tillsammans med Hermann Gunkel) andra upplagan av detta verk 1927–1931 samt (tillsammans med Otto Scheel) från 1919 "Zeitschrift für Kirchengeschichte". 
Zscharnack idkade omfattande kyrkohistoriskt författarskap, bland annat skrev han Dienst der Frau in den ersten Jahrhunderten der christlichen Kirche (1902), Lessing und Semler (1905), Das Werk Martin Luthers in der Mark Brandenburg (1917) och Der deutsche Protestantismus der Gegenwart in katholischer Beleuchtung (1924) samt utgav John Tolands Christianity not Mysterious (1908) och John Lockes Reasonableness of Christianity (1914).